# Міжнародна асоціація шахової преси
Міжнародна асоціація шахової преси (фр. Association internationale de la presse échiquéenne, AIPE) — міжнародна організація, яка об'єднувала журналістів, що висвітлюють шахові події. Заснована 1968 року, припинила діяльність 1988-го. Знаковим видом діяльності було щорічне вручення нагороди «Оскар» найкращому шахістові світу. Наприкінці 1980-х до АІПЕ входило близько трьохсот журналістів із понад 70 країн світу.
Під час турніру в Пальма-де-Мальорка 1967 року шахові журналісти із різних країн на чолі з каталонцем Жорді Пуїґом-і-Лабордою (кат. Jordi Puig i Laborda) вирішили присуджувати нагороду найкращому шахістові світу за підсумками року. Наступного разу журналісти зібралися разом у Луґано під час шахової олімпіади в жовтні 1968 року, а 14 грудня того самого року на турнірі в Пальма-де-Мальорка шістнадцять журналістів і 11 країн офіційно оголосили про заснування організації.
Першим головою вибрано журналіста та організатора Жорді Пуїґа-і-Лаборду, який зробив штаб-квартирою AIPE рідну Барселону. Генеральним секретарем обрали іспанського міжнародного майстра Романа Торана.
1977 року головою став данець Свенн Новруп, який переніс центр діяльности організації до Копенгагена. 1988 року після смерти Жорді Пуїґа діяльність АІПЕ, а також вручення «Оскара», було припинено. Видавала часописи AIPE Chess News, International Players Chess News і World Chess Review.